# Pallanuoto ai Giochi della II Olimpiade

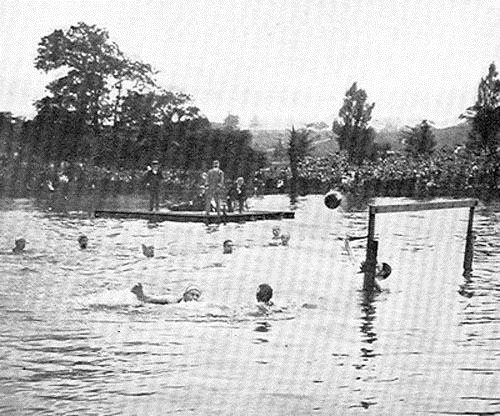
Parigi, 1900: un incontro di pallanuoto durante il torneo olimpico

Il 1º torneo olimpico maschile di pallanuoto si è svolto nell'ambito dei Giochi della II Olimpiade a Parigi, l'11 e il 12 agosto 1900. L'evento prevedeva unicamente un torneo maschile, al quale dovevano partecipare otto squadre di club in rappresentanza delle proprie nazioni, ma prima dell'inizio la Osborne Swimming Club #2, seconda squadra del club britannico, si ritirò. Il formato prevedeva che le squadre partecipanti si affrontassero in soli turni ad eliminazione diretta, suddivisi in quarti di finale, semifinali e finale. Una delle squadre si ritirò prima della manifestazione, e dal momento che non esisteva una finale per stabilire il 3º e 4º posto, quattro squadre delle sette totali conquistarono una medaglia; tutte le partite ebbero come campo di gioco le rive del Senna nei pressi di Courbevoie.
Il torneo fu il primo in assoluto di pallanuoto, anche se ai Giochi della I Olimpiade, disputati ad Atene nel 1896, la disciplina era stata inizialmente inserita nel programma olimpico. Alla fine, come successe anche per calcio e cricket, il torneò non si disputò per mancanza di partecipanti.

## Atleti partecipanti
Non considerando la squadra ritiratasi, il Comitato Olimpico Internazionale nel suo database attribuisce ad ogni squadra sette giocatori; fanno eccezione Favier, Leriche e Traffel, tre pallanuotisti francesi che secondo il database giocarono per entrambe le squadre del Pupilles de Neptune de Lille. Ma Bill Mallon, scrittore e cofondatore della Società internazionale degli storici olimpici, nel suo libro The 1900 Olympic Games, Results for All Competitors in All Events, with Commentary sostiene che al torneo abbiano partecipato più giocatori di quelli presenti nel database del CIO, e cioè altri cinque giocatori tra le file dell'Osborne Swimming Club A, tre tra quelle del Brussels Swimming and Water Polo Club e quattro in quelle del Pupilles de Neptune de Lille B. Quindi secondo il CIO gli atleti partecipanti furono 46, mentre secondo Bill Mallon sarebbero stati 58.
Inoltre risulterebbero delle incongruenze storiche: Lister, pallanuotista dell'Osborne Swimming Club A, risulta essere morto due settimane prima dell'inizio dei Giochi di febbre tifoide durante la guerra anglo-boera; Wilkinson disputò un incontro a Walsall durante il torneo olimpico, mentre Robinson e Derbyshire disputarono un incontro a Manchester due giorni dopo la finale del torneo.
| Club                                  | Atleti |
| ------------------------------------- | --- |
| Berliner Swimming Club                | GermaniaAniol, Gebauer, Hainle, Hax, Lexau, von Petersdorff, Scheider, CT: - |
| Brussels Swimming and Water Polo Club | BelgioCohen, De Backer, De Behr, Feyaerts, Grégoire, Michant, Sonnemans, Romer (non riconosciuto dal CIO), Séron (non riconosciuto dal CIO), Upton (non riconosciuto dal CIO), CT: - |
| Libellule de Paris                    | FranciaLibellule de Paris Burgess · Clévenot · Decuyper · Laufray · Peslier · Pesloy · Vasseur, CT: - |
| Osborne Swimming Club A               | Gran BretagnaOsborne Swimming Club #1 Coe · Derbyshire · Kemp · Lister · Robertson · Robinson · Wilkinson · Henry (non riconosciuto dal CIO) · Crawshaw (non riconosciuto dal CIO) · Jarvis (non riconosciuto dal CIO) · Stapleton (non riconosciuto dal CIO) · Lindberg (non riconosciuto dal CIO), CT: - |
| Pupilles de Neptune de Lille A        | FranciaPupilles de Neptune de Lille #1 Favier · Houben · Lériche · Leuillieux · Martin · Tartara · Treffel, CT: - |
| Pupilles de Neptune de Lille B        | FranciaPupilles de Neptune de Lille #2 Camelin · Coulon · Fardel · Fiolet · Gellé · Marc · Martin · Mérchez, CT: - |
| Tritons Lillois                       | FranciaTritons Lillois Bertrand · Cadet · Devendeville · Hochepied · Leclerq · Tisserand · Verbecke, CT: - |

## Fase finale

### Tabellone
|  | Quarti di finale | Quarti di finale      | Quarti di finale      |          |           | Semifinali | Semifinali | Semifinali |  |  | Finale | Finale    | Finale |
|  |                  |                       |                       |          |           |            |            |            |  |  |        |           |        |
|  |                  | Osborne A             | 12                    |          |           |            |            |            |  |  |        |           |        |
|  |                  | Tritons Lillois       | 0                     |          |           |            |            |            |  |  |        |           |        |
|  |                  | Tritons Lillois       | 0                     |          | Osborne A | 10         |            |            |  |  |        |           |        |
|  |                  |                       |                       |          | Osborne A | 10         |            |            |  |  |        |           |        |
|  |                  |                       | Pupilles de Neptune B | 1        |           |            |            |            |  |  |        |           |        |
|  |                  | Pupilles de Neptune B | Pupilles de Neptune B | 1        | 3         |            |            |            |  |  |        |           |        |
|  |                  | Pupilles de Neptune B |                       |          | 3         |            |            |            |  |  |        |           |        |
|  |                  | Berliner              | 2                     |          |           |            |            |            |  |  |        |           |        |
|  |                  |                       |                       |          |           |            |            |            |  |  |        | Osborne A | 7      |
|  |                  |                       |                       | Brussels | 2         |            |            |            |  |  |        |           |        |
|  |                  | Brussels              | 2                     |          |           |            |            |            |  |  |        |           |        |
|  |                  | Pupilles de Neptune A | 0                     |          |           |            |            |            |  |  |        |           |        |
|  |                  | Pupilles de Neptune A | 0                     |          | Brussels  | 5          |            |            |  |  |        |           |        |
|  |                  |                       |                       |          | Brussels  | 5          |            |            |  |  |        |           |        |
|  |                  |                       | Libellule de Paris    | 1        |           |            |            |            |  |  |        |           |        |
|  |                  | Libellule de Paris    | Libellule de Paris    | 1        |           |            |            |            |  |  |        |           |        |
|  |                  |                       |                       |          |           |            |            |            |  |  |        |           |        |
|  |                  | Osborne B (r)         |                       |          |           |            |            |            |  |  |        |           |        |

## Medagliere
| Posizione | Paese         |   |   |   | Totale |
| --------- | ------------- | - | - | - | ------ |
| 1         | Gran Bretagna | 1 | 0 | 0 | 1      |
| 2         | Belgio        | 0 | 1 | 0 | 1      |
| 3         | Francia       | 0 | 0 | 2 | 2      |
| Totale    | Totale        | 1 | 1 | 2 | 4      |